# 斯特凡·福尔克特
斯特凡·福尔克特（德語：Stephan Volkert，1971年8月7日—），德国男子赛艇运动员。他曾代表德国参加1992年、1996年、2000年和2004年夏季奥林匹克运动会赛艇比赛，获得二枚金牌和一枚铜牌。